# Parti communiste de Lettonie
 (février 2019).
Si vous disposez d'ouvrages ou d'articles de référence ou si vous connaissez des sites web de qualité traitant du thème abordé ici, merci de compléter l'article en donnant les références utiles à sa vérifiabilité et en les liant à la section « Notes et références ».

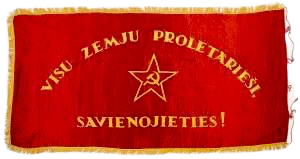
Drapeau du Parti communiste de Lettonie.

Le Parti communiste de Lettonie (en letton : Latvijas Komunistiska partija, abrégé en LKP) est un ancien parti politique de Lettonie, qui dirigea la République socialiste soviétique de Lettonie jusqu'à sa dissolution. Cette organisation constituait une branche régionale du Parti communiste de l'Union soviétique (ci-après le « PCUS »), parti unique et dirigeant de l’URSS.
Il a été interdit en 1991 après le rétablissement de l'indépendance de la Lettonie et à la suite du repli des troupes soviétiques lors des événements de janvier le 25 janvier 1991, pendant laquelle il a manifestement œuvré à la rendre inopérante, mais il renaît sous le nom de Parti socialiste de Lettonie (PSL).

## Secrétaires généraux du Comité central
- 21 décembre 1940 – novembre 1959 : Jānis Kalnbērziņš
- Novembre 1959 – 15 avril 1966 : Arvīds Pelše
- 15 avril 1966 – 14 avril 1984 : Augusts Voss
- 14 avril 1984 – 4 octobre 1988 : Boris Pougo
- 4 octobre 1988 – 7 avril 1990 : Jānis Vagris
- 7 avril 1990 – 24 août 1991 : Alfrēds Rubiks

## Événements d’août et de septembre 1991
Le 19 août 1991, une tentative de coup d'État eut lieu à Moscou. Alfrēds Rubiks, alors Secrétaire général du Comité central du Parti communiste de Lettonie, participa à ce coup. Un organe autoproclamé, nommé le « Comité étatique de l’état d’urgence », déclara le Président de l’URSS, Mikhaïl Gorbatchev, suspendu de ses fonctions, s’érigea en organe de pouvoir unique, et décréta l’état d’urgence « dans certaines régions de l’URSS ». Le même jour, le 19 août 1991, le Comité central et le Comité de Riga du PCL déclarèrent leur soutien au « Comité étatique de l’état d’urgence », et créèrent un « groupe opérationnel » en vue de lui fournir de l’assistance. Selon le Gouvernement letton, le 20 août 1991, le PCL, le groupe  parlementaire « Lidztiesiba » (Égalité des droits) et certaines autres organisations signèrent et diffusèrent un appel intitulé « Godjamie Latvijas iedzvotji ! » (« Les  habitants honorables de la Lettonie ! »), exhortant le peuple à se plier aux exigences de l’état d’urgence et à ne pas s’opposer aux mesures prises à Moscou par le « Comité étatique de l’état d’urgence ». 
Selon Tatjana Ždanoka et ses partisans, la participation du PCL à tous ces événements n’est pas prouvée ; en  particulier, les députés du groupe « Lidztiesiba » participaient alors aux débats du Conseil suprême letton pendant deux jours de suite et ne savaient même pas qu’un pareil appel serait diffusé (mais cette version des faits est fortement contestée par les historiens lettons). Ce coup d’État essuya un échec, à la suite duquel, le 21 août 1991, le Conseil suprême de Lettonie adopta une loi constitutionnelle relative au statut étatique de la République de Lettonie et proclamant l’indépendance absolue et immédiate du pays. Le paragraphe 5 de la Déclaration du 4 mai 1990, relatif à la période de transition, fut abrogé. Par une décision du 23 août 1991, le Conseil suprême déclara le PCL anticonstitutionnel. 
Le lendemain, les activités du parti furent suspendues, et le ministre de la Justice fut chargé « d’instruire les activités illégales du  PCL et de proposer (…) une motion relative à la possibilité d’autoriser son fonctionnement dans l’avenir ». Sur la base de la proposition du ministre de la Justice, le 10 septembre 1991, le Conseil suprême ordonna la dissolution du parti. Entre-temps, le 22 août 1991, le Conseil suprême forma une commission parlementaire chargée d’enquêter sur la participation des députés du groupe « Lidztiesiba » au coup d’État. Sur la base du rapport  final de cette commission, le 9 juillet 1992, le Conseil suprême annula les mandats de quinze députés ; mais celui de Tatjana Ždanoka ne figurait pas parmi ceux-ci.